# Mountain Village (Colorado)
Mountain Village es un municipio (en inglés, home-rule municipality) del condado de San Miguel, Colorado, Estados Unidos. Tiene una población estimada, a mediados de 2022, de 1252 habitantes.

## Geografía
Está ubicado en las coordenadas 37°55′57″N 107°51′28″O / 37.93250, -107.85778 (37.932416, -107.857737).
Ubicado a 9,545 pies en el suroeste de Colorado,  esta rodeado por las montañas de San Juan y el complejo de esquí de clase mundial Telluride.

## Historia
La estación de esquí - 1969-1978
En 1968, el empresario Joe Zoline comenzó a reunir los terrenos necesarios para construir una estación de esquí de primera clase. Con la compra del terreno, convenció a la ciudad de Telluride y al Servicio Forestal de los Estados Unidos de su elección para la ubicación de un "sitio oficial de deportes de invierno" en el actual pueblo de montaña. En 1972, se inauguraron los primeros remontes y pistas de esquí. En 1978, Ron Allred y Jim Wells adquirieron la estación de esquí de Telluride a Zoline.
Allred & Wells - Los años 80
Allred y Wells se propusieron crear un complejo turístico peatonal de estilo europeo sobre la ciudad de Telluride, en un terreno de 9 kilómetros cuadrados que entonces albergaba ranchos ovinos. Su visión incluía un centro comercial conocido hoy como Mountain Village Center, viviendas unifamiliares cuidadosamente distribuidas en el paisaje natural y una red de senderos de invierno y verano, senderos para caminar y campos de golf. El condado de San Miguel aprobó el Desarrollo de Unidades Planificadas de Mountain Village el 22 de diciembre de 1981.
Constitución de la sociedad: 1995-presente
Una década después, Mountain Village desarrollo de una comunidad turística de clase mundial.  El pueblo de Mountain Village se constituyó el 10 de marzo de 1995, convirtiéndose formalmente en un municipio autónomo.
Las primeras elecciones se celebraron el 25 de junio de 1996 con 43 residentes y 92 no residentes, y desde su constitución, nueve alcaldes han servido al electorado. El Centro de Conferencias de Telluride, un recinto de 31,000 pies cuadrados, se inauguró en julio de 1999,  siendo propiedad del municipio y  gestionado por él.

## Demografía
Según el censo de 2000, en ese momento los ingresos medios de los hogares eran de $30,663 y los ingresos medios de las familias eran de $52,750. Los hombres tenían ingresos medios por $30,099 frente a los $32,250 que percibían las mujeres. Los ingresos per cápita eran de $39,920. Alrededor del 18.2% de la población estaba por debajo del umbral de pobreza.
De acuerdo con la estimación 2017-2021 de la Oficina del Censo, los ingresos medios de los hogares son de $54,792 y los ingresos medios de las familias son de $98,750. Alrededor del 20.7% de la población está por debajo del umbral de pobreza.